# Ferdinand Pichard
'Ferdinand Pichard' est un cultivar de rosier obtenu en 1921 en France par le rosiériste rouennais Rémi Tanne (1856-1923). Il est remarquable par ses fleurs panachées. Il doit son nom à un cultivateur de la région sans doute ami de l'obtenteur.

## Description
Ce rosier hybride remontant est remarquable par ses fleurs doubles en coupe et panachées de rose, de carmin et de pourpre striées de blanc. Elles mesurent 6 cm de diamètre en moyenne. Leur parfum fruité est intense, proche de celui des roses de Damas.
Le buisson, sain et vigoureux, au feuillage vert clair, s'élève entre 120 cm et 150 cm, voire 180 cm, pour 120 cm d'envergure et peut être palissé, contre une petite clôture par exemple. Il résiste bien à la maladie des taches noires du rosier (due au champignon Marsonia).
La floraison est abondante tout au long de l'été et plus modeste à la remontée d'automne. Il faut prendre soin de couper les fleurs fanées. Sa zone de rusticité est 4b, il est donc résistant aux hivers assez froids (−28 °C).
Le public peut admirer cette variété à la roseraie des roses de Normandie, près de Rouen.

## Distinctions
- Meilleure rose ancienne de jardin, Rosexpo de Montréal 1999